# たどり着くのが遅すぎて溺れる魔女を救えなかった船
『たどり着くのが遅すぎて溺れる魔女を救えなかった船』（Ship Arriving Too Late to Save a Drowning Witch）は、フランク・ザッパが1982年に発表したアルバム。1982年のリリース時に付けられた邦題は『フランク・ザッパの○△□』であった。

## 解説
アルバム・タイトルとジャケット・デザインは、ロジャー・プライス著作の絵本『Droodles』（題名『ドルードルしよう』『ドルードル』で邦訳もあり）からの引用。前半3曲（オリジナルLPのA面）はスタジオ録音、後半3曲（LPのB面）はライブ音源を収録。「溺れる魔女」は、ストラヴィンスキー『春の祭典』からの引用を含み、ザッパの楽曲の中でも最も演奏が難しいものの1つと評される。本作でインストゥルメンタルとして収録されている「エンヴェロウプス」は、1979年のライブではボーカル入りで演奏されていた。「ヴァリー・ガール」では、ザッパの長女ムーン・ザッパがラップを担当。同曲はシングルとして全米32位に達した。

## 収録曲
全曲フランク・ザッパ作（「ヴァリー・ガール」の語りパートのみムーン・ザッパの即興）。
1. ノー・ノット・ナウ - "No Not Now"[注釈 2] - 5:50
2. ヴァリー・ガール - "Valley Girl"[注釈 3] - 4:51
3. アイ・カム・フロム・ノーウェア - "I Come from Nowhere"[注釈 4] - 6:09
4. 溺れる魔女 - "Drowning Witch"[注釈 5] - 12:04
5. エンヴェロウプス - "Envelopes"[注釈 6] - 2:45
6. 十代の娼婦 - "Teen-Age Prostitute"[注釈 7] - 2:42

## 参加ミュージシャン
- フランク・ザッパ - リードギター、ボーカル
- スティーヴ・ヴァイ - ギター
- レイ・ホワイト - リズムギター、ボーカル
- トミー・マーズ - キーボード
- ボビー・マーティン - キーボード、サックス、ボーカル
- エド・マン - パーカッション
- スコット・チュニス - ベース (on 2. 4. 5. 6.)
- アーサー・バロウ - ベース (on 1. 3.)
- パトリック・オハーン - ベース (on 3.)
- チャド・ワッカーマン - ドラムス
- ロイ・エストラーダ - ボーカル
- アイク・ウィリス - ボーカル
- ボブ・ハリス - ボーカル
- ムーン・ザッパ - ボーカル (on 2.)
- リサ・ポペリ - ボーカル (on 6.)